# Horama
Horama é um gênero de traça pertencente à família Arctiidae.